# Immortal Beloved
Immortal Beloved is een Amerikaanse film uit 1994 geregisseerd door Bernard Rose. De hoofdrollen worden vertolkt door Gary Oldman en Jeroen Krabbé. De film gaat over de nasleep rond de dood van de Duitse componist Ludwig van Beethoven.

## Verhaal
Ludwig van Beethoven sterft in 1827 en zijn vriend Anton Felix Schindler staat in voor zijn laatste wil en testament. Hij ontdekt een liefdesbrief die Beethoven ooit geschreven heeft aan een onbekende geliefde die hij de "onsterfelijke geliefde" noemt. De zoektocht begint om uit te pluizen wie de geliefde juist was, maar het is niet gemakkelijk want Beethoven had veel vrouwen in zijn leven.

## Rolverdeling
| Acteur              | Personage                       |
| ------------------- | ------------------------------- |
| Gary Oldman         | Ludwig van Beethoven            |
| Jeroen Krabbé       | Anton Felix Schindler           |
| Isabella Rossellini | Anna Marie Erdödy               |
| Johanna ter Steege  | Johanna Reiss                   |
| Marco Hofschneider  | Karl van Beethoven              |
| Miriam Margolyes    | Nanette Streicherová            |
| Barry Humphries     | Clemens Metternich              |
| Valeria Golino      | Giulietta Guicciardi            |
| Gerard Horan        | Nikolaus Johann van Beethoven   |
| Christopher Fulford | Kaspar Anton Carl van Beethoven |